# いわき市立泉小学校
いわき市立泉小学校（いわきしりつ いずみしょうがっこう）は、福島県いわき市泉町にある市立小学校。

## 沿革
- 1851年（嘉永四年） - 奥州泉藩の第5代藩主本多忠徳により、藩校汲深館として設立
- 1889年（明治22年）4月1日 - 町村制施行に伴い、泉村立泉小学校と改称
- 1953年（昭和28年）4月1日 - 町制施行に伴い、泉町立泉小学校と改称
- 1954年（昭和29年）3月31日 - 市制施行に伴い、磐城市立泉小学校と改称
- 1966年（昭和41年）10月1日 - 新産業都市建設促進法第23条に則って、いわき市立泉小学校と改称
- 1996年（平成8年）4月 - いわき市立泉北小学校を分割設立

## 交通
- JR常磐線泉駅駅より約1100m
- 新常磐交通
  - 泉 - 上釜戸「泉中入口バス停」から「泉小学校」まで 徒歩6分
  - 泉 - 大畑「泉五丁目バス停」から「泉小学校」まで 徒歩8分
  - 泉 - 大畑「泉三丁目バス停」から「泉小学校」まで 徒歩8分
- 常磐自動車道いわき湯本ICより約6.4km